# Leo Weber (Politiker)
Leo Weber (* 24. Juni 1920 in Muri; † 26. Februar 1995 auf Melchsee-Frutt; heimatberechtigt in Leuggern) war ein Schweizer Politiker (CVP). Er war Regierungsrat des Kantons Aargau von 1965 bis 1976 und Nationalrat von 1975 bis 1987.

## Biografie
Leo Weber war der Sohn des Landwirts und Grundbuchverwalters Heinrich Leo Weber und von Ida Weber (geb. Bürgisser). Seine gymnasiale Ausbildung erhielt er an der Stiftsschule des Klosters Engelberg. Anschliessend studierte er Recht an den Universitäten Fribourg, Lausanne und Bern. Seinen Abschluss als Dr. iur. machte Weber 1946, zwei Jahre später erhielt er das Rechtsanwaltspatent. Am Anfang seiner beruflichen Karriere war er von 1947 bis 1949 als Gerichtsschreiber am Bezirksgericht Muri tätig, danach zwölf Jahre lang als Staatsanwalt. 1961 machte er sich als Notar selbständig und führte bis 1965 sowie ab 1976 ein Advokaturbüro in Muri.
Als Kandidat der Konservativ-Christlichsozialen Volkspartei (heutige CVP) wurde Weber 1961 in den Grossen Rat des Kantons Aargau gewählt. 1965 folgte die Wahl in die Kantonsregierung. Er stand zunächst dem Departement für Justiz und Polizei vor, ab 1969 dem Finanzdepartement. 1976 trat er als Regierungsrat zurück, nachdem er im Jahr zuvor in den Nationalrat gewählt worden war. Diesem gehörte er bis 1987 an. Als Mitglied des Verfassungsrates war er von 1973 bis 1980 an der Ausarbeitung der neuen Aargauer Kantonsverfassung beteiligt.
Weber war langjähriger Präsident der Kirchenpflege der römisch-katholischen Kirchgemeinde Muri. In dieser Funktion setzte er sich für die Restaurierung der Klosterkirche Muri und die Förderung der Kultur in den Räumen des ehemaligen Klosters Muri ein. 1969 gehörte er zu den Mitbegründern der zu diesem Zweck gegründeten Kulturstiftung St. Martin (heute Stiftung Murikultur). 1970 unterzeichnete er mit Erzherzog Rudolph Habsburg-Lothringen eine Vereinbarung zur Nutzung der Loretokapelle als Familiengruft der Habsburger.